# Окоро, Мерилин
Мэрилин Чинвенва Окоро (англ. Marilyn Chinwenwa Okoro; род. 23 сентября 1984, Лондон) — британская легкоатлетка. Она заняла третье место в беге на 800 метров на чемпионате мира по легкой атлетике 2007 и Всемирном легкоатлетическом финале 2008 годов, а также взяла бронзу в эстафете 4 × 400 м на чемпионате мира по легкой атлетике 2007 года. Представляла Великобританию на Олимпийских играх в Пекине в 2008 году и заняла шестое место (1:59.53 минут) в полуфинале. Она была членом эстафетной команды 4 × 400 м, которая заняла пятое место в финале летних Олимпийских игр 2008 года, хотя позже команда была повышена до бронзовой медали после дисквалификации за допинговые нарушения команд, финишировавших на третьем и четвёртом месте.

## Биография

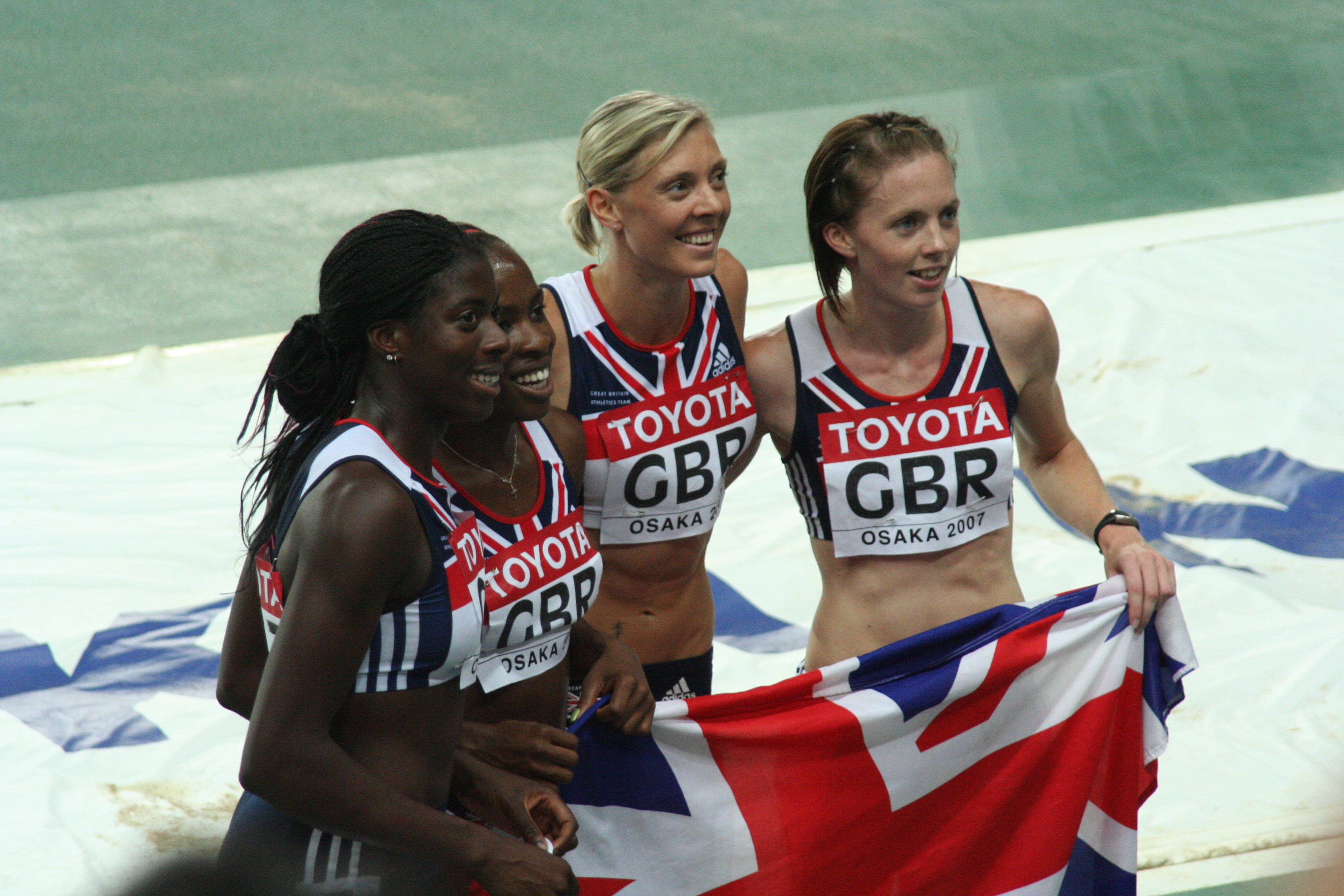
Окоро (вторая слева) на чемпионате мира 2007 года в Осаке с Кристин Охуруогу, Ли МакКоннелл и Николой Сандерс.

Она посещала школу Стоу, Бакингемшир, и 26 июня 2007 года окончила университет Бата со степенью бакалавра в области политики и французского языка, а затем начала свой первый сезон в качестве полноправного спортсмена. Говорит на четырёх языках (английском, французском, испанском и Игбо) и поёт в джаз-группе The Felonius Monks.
Мэрилин получила травму в сезоне 2009 года, и через хотя боль стала 8-й в финале чемпионата мира 800 м в Берлине. Окоро также была включена в состав команды на эстафету 4 × 400 м, но не была выбрана в состав для пробега в финале.
У Мэрилин был ограниченный график забегов в 2010 году, но она вернулась в форму, когда взяла бронзу на чемпионате Великобритании. Впоследствии Окоро была выбрана для борьбы за медали в беге на 800 м вместе с Дженни Медоуз и Джеммой Симпсон на чемпионате Европы 2010 года в Барселоне. В полуфинале она заняла 4-е место, поэтому до финала не дошла. Окоро оправилась от этого разочарования, выйдя на второй этап эстафеты в квартете 4 × 400, и выиграв бронзовую медаль, вместе с Николой Сандерс, Ли МакКоннелл и Перри Шейкс-Дрейтон.
Окоро сильно критиковали за её тактику бега, в частности, главный тренер сборной Великобритании по лёгкой атлетике Чарльз Ван Коммен охарактеризовал выступление Окоро на 800 м на чемпионате Европы по лёгкой атлетике в помещении 2009 года как «наивное и непрофессиональное».
Мэрилин сменила тренера в 2013 году, а затем приняла решение переехать в США.
Она представляла сборную Англии на Играх Содружества 2014 в Глазго, соревнуясь в беге на 800 м, а в 2017 году вернулась в Великобританию.